# Apanthura insignifica
Apanthura insignifica är en kräftdjursart som beskrevs av Brian Frederick Kensley 1978. Apanthura insignifica ingår i släktet Apanthura och familjen Anthuridae. Inga underarter finns listade i Catalogue of Life.